# Municipio de Yellow Springs
El municipio de Yellow Springs (en inglés: Yellow Springs Township) es un municipio ubicado en el condado de Des Moines en el estado estadounidense de Iowa. En el año 2010 tenía una población de 553 habitantes y una densidad poblacional de 4,55 personas por km².

## Geografía
El municipio de Yellow Springs se encuentra ubicado en las coordenadas 41°2′14″N 91°11′5″O / 41.03722, -91.18472. Según la Oficina del Censo de los Estados Unidos, el municipio tiene una superficie total de 121.46 km², de la cual 121,42 km² corresponden a tierra firme y (0,03 %) 0,04 km² es agua.

## Demografía
Según el censo de 2010, había 553 personas residiendo en el municipio de Yellow Springs. La densidad de población era de 4,55 hab./km². De los 553 habitantes, el municipio de Yellow Springs estaba compuesto por el 98,01 % blancos, el 0,18 % eran afroamericanos, el 0,72 % eran amerindios, el 0,18 % eran de otras razas y el 0,9 % eran de una mezcla de razas. Del total de la población el 0,9 % eran hispanos o latinos de cualquier raza.